# Wilsberg: Vaterfreuden
Vaterfreuden ist die 68. Folge der Fernsehfilmreihe Wilsberg. Der Film basiert auf der Wilsberg-Figur von Jürgen Kehrer. Die Folge wurde erstmals am 18. April 2020 im Samstagabendprogramm des ZDF ausgestrahlt.

## Handlung
Ekki freut sich auf seine angekündigte Beförderung zum stellvertretenden Abteilungsleiter. Zu seiner Enttäuschung wird jedoch intern eine Kollegin ernannt. Als Grund vermutet Ekki, dass sie ein geheimes Verhältnis mit Grabowski hat, doch Wilsberg findet nur ein Verhältnis zum Rechtsanwalt Rainer Rohr heraus, als er ihr auf Ekkis Wunsch hin nachspürt. 
In Ekkis Wohnung wartet seine Exfreundin Silke Sestendrup auf ihn und eröffnet ihm, er sei der Vater ihrer sechsjährigen Tochter Hanna. Mit Alex’ Unterstützung verklagt sie ihn darauf, rückwirkend Unterhalt zu zahlen. Ekki wendet sich an den Rechtsanwalt Rainer Rohr, der eine hohe Erfolgsquote im Abschmettern von Vaterschaftsklagen vorweist. Rohr lässt zunächst ein Abstammungsgutachten erstellen, das zu Ekkis Überraschung positiv ausgeht. Er beginnt sich in seiner Vaterrolle wohlzufühlen und freundet sich mit Hanna an. Als er sie eines Tages vom Kindergarten abholt, trifft er erstaunt auf seine stalkende und gewaltbereite Exfreundin Tina Espenkotte, die dort als Erzieherin arbeitet und ihn sofort wieder provoziert. 
Beim letzten Besuch bei Rainer Rohr wird Ekki auf dessen Terrasse von einer Gruppe maskierter Frauen attackiert, die gegen die frauenfeindliche Arbeit des Rechtsanwalts demonstriert. Da Rainer Rohr kurz zuvor sein Büro verlassen hat, lassen die Frauen ihre Wut an Ekki aus. Ein Video der Attacke auf Ekki wird ins Netz hochgeladen. Rainer Rohr taucht nicht wieder auf. Später erhält seine Frau eine Lösegeldforderung und wendet sich an Wilsberg.
Ekki fällt auf, dass Hannas Augen grün sind, während er und Silke blaue Augen haben. Gemeinsam mit Wilsberg sucht er das Labor auf, das seinen Vaterschaftstest durchgeführt hat – dort arbeitet ausgerechnet seine Exfreundin Kerstin Buckebrede. Sie erklärt die Augenfarbe anhand der Mendelschen Regeln und hält einen Fehler beim Vaterschaftstest für ausgeschlossen. Wilsberg hat heimlich die Abstriche von Ekki und Hanna aus dem Labor mitgenommen und überredet Anna Springer, den Vaterschaftstest noch einmal polizeilich nachzuvollziehen. Dieser geht negativ aus. 
Mit Merles Hilfe wird ein digitaler Sprachassistent an Kerstins Arbeitsplatz gehackt, der alle Gespräche aufgezeichnet hat. Mit diesen Aufnahmen konfrontiert gesteht Kerstin, dass der erste Vaterschaftstest manipuliert wurde. Das Labor habe schon mehrfach für Rainer Rohr gegen entsprechende Bezahlung falsche Ergebnisse geliefert. 
Als Hannas Vater stellt sich ein freiberuflicher Architekt heraus (mit grünen Augen), gegen den (vertreten von Rainer Rohr) Silke Sestendrup den Prozess verloren hatte, weshalb sie sich sowohl an Rohr rächen als auch Ekki als zahlenden Vater heranziehen wollte. Die maskierte Attacke auf Ekki wurde von den drei Exfreundinnen initiiert, doch eine Beteiligung an Rohrs Entführung streiten sie ab. Wilsberg findet heraus, dass Rohr von seiner eigenen Frau entführt wurde, die sich von ihm scheiden lassen will, aber eine Unterhaltsklage aufgrund eines für sie ungünstigen Ehevertrages für aussichtslos hält. Sie kann bei der Geldübergabe entkommen, wird jedoch später vor ihrer Wohnung gestellt. 
Am Schluss haben sich Ekkis Exfreundinnen mit ihm ausgesöhnt und freuen sich darüber, was für einen guten Patenonkel er für Hanna abgibt. Als er im Finanzamt entdeckt, dass seine Konkurrentin für den Leitungsposten massiv an Steuerbetrügereien beteiligt war, erledigt sich auch dieser Konflikt, und die Stelle wird nun ordentlich ausgeschrieben.
Die Handlung ist durchsetzt von Overbecks neuer Marotte als entschiedener Feminist, der bei jeder Gelegenheit mit entsprechenden Sprüchen aufwartet und an der Frauenhilfsorganisation beteiligt ist, der Ekkis Exfreundinnen angehören.

## Trivia
Der Running Gag Bielefeld erscheint in der 42. Minute als Hannas Geburtsort auf der Vaterschafts-Anerkennung, die Ekki unterschreibt.
In der 43. Minute spielt der Smart-Lautsprecher „MyKevin“ die Titelmusik von Wilsberg.
In der 71. Minute wird als Inhaber des Anschlusses, über den das Video der Frauenattacke hochgeladen wurde, L. Overbeck, Edelbachstraße 59, 48143 Münster ermittelt.
Im Abspann läuft der Titel Sisters Are Doin’ It for Themselves von den Eurythmics aus dem Jahr 1985.

## Rezeption

### Einschaltquote
Bei der Erstausstrahlung von Vaterfreuden am 18. April 2020 im ZDF wurde der Film in Deutschland von insgesamt 8,79 Millionen Zuschauern gesehen und erreichte einen Marktanteil von 26,3 Prozent. Mit 8,79 Mio. Zuschauer war es die meistgesehene Folge der Serie.

### Kritik
Tilmann P. Gangloff zeigt sich bei tittelbach.tv zufrieden: „Vaterfreuden“ ist ein Fest für treue „Wilsberg“-Zuschauer und vor allem für die Fans von Ekkehardt Talkötter […] Ein Krimi ist die wendungsreiche Komödie eher am Rande, aber dafür entschädigt der von Martin Enlen gewohnt sorgfältig inszenierte Film durch eine ausgezeichnete Ensembleleistung.
Ähnlich sieht es Wilfried Geldner in prisma: Der 68. "Wilsberg", "Vaterfreuden", schlägt an komischen Elementen wohl alles andere, was in den vorausgegangenen 67 Fällen geschah. Was bei einer Kriminalkomödienreihe schon etwas heißen will. Es geht, jedenfalls auf der Dialogspur, wild und witzig zu. Manche Dauerrolle wird dabei derart verfremdet, dass man sie kaum wiedererkennt. […] Wer wollte da über den letztlich dürren Plot noch klagen? Oder sich über die mitunter überzeichnenden Darsteller(innen) beschweren, wenn doch das Drehbuch schon alles gibt?
TV Spielfilm sah einen „von Vatergefühlen und Gender-Gerechtigkeit“ geprägten Film. „Ein wenig Spannung, ein bisschen Humor, übezeichnete Figuren […] – der Münster-Schmunzelkrimi setzt auf die bewährten Zutaten.“